# عبد الرحمن الخيبري (لاعب كرة قدم مواليد مارس 2000)
عبد الرحمن طلال الخيبري (مواليد 18 مارس 2000) هو لاعب كرة قدم سعودي يلعب حاليًا في نادي الجبيل.

## مسيرة اللاعب
لعب في نادي أحد ونادي الذهب والعلا ونادي الجبيل.